# روب فورمان
روب فورمان (بالإنجليزية: Rob Foreman)‏ هو لاعب اتحاد الرغبي نيوزيلندي، ولد في 27 مايو 1984 في Pahiatua ‏ في نيوزيلندا.